# KF Tomori
FK Tomori (alb. Futboll Klub Tomori Berat) – albański klub piłkarski, mający siedzibę w mieście Berat, w środkowej części kraju. Obecnie występuje w Kategoria e Dytë.

## Historia
Chronologia nazw:
- 1923: KS Tomori Berat
- 1929: KS Muzaka Berat
- 1936: KS Tomori Berat
- 1949: KS Berati
- 1951: KS Puna Berat
- 1957: KS Tomori Berat
- 19??: FK Tomori Berat

Klub KS Tomori został założony w miejscowości Berat 25 listopada 1923 roku i nazwany na cześć pobliskiej góry Tomorr. Na początku swojego istnienia zespół grał w rozgrywkach lokalnych. W 1929 zmienił nazwę na Muzaka Berat. Z założeniem Albańskiego Związku Piłki Nożnej w 1930 roku klub startował w swoim pierwszym oficjalnym turnieju w tym samym roku. W sezonie 1930 wygrał Kategoria e Dytë (D2) i uzyskał awans do Kategoria e Parë (D1). W debiutanckim sezonie na najwyższym poziomie zajął ostatnie 7.miejsce, z 1 remisem i 5 porażkami, i spadł z powrotem do drugiej ligi. W 1935 roku Albański Związek Piłki Nożnej nie organizował żadnych zawodów, więc klub nie był aktywny przez cały rok. W 1936 roku mistrzostwa zostały wznowione w Albanii, a klub zmienił nazwę z powrotem na Tomori Berat i po zajęciu drugiego miejsce w drugiej lidze, zdobył po raz drugi awans do albańskiej pierwszej ligi. W sezonie 1937 klub ponownie zakończył na ostatniej 10.pozycji, a potem przegrał w barażach o utrzymanie się w najwyższej klasie. W sezonie 1949 nazywał się KS Berati. W 1950 zwyciężył w drugiej lidze i wrócił do pierwszej ligi. W 1951 z nazwą Puna Berat zajął 9.miejsce w lidze i na dwa sezony zatrzymał się na najwyższym poziomie. Od 1955 do 1956 ponownie grał w pierwszej lidze. W 1957 klub przywrócił nazwę historyczną Tomori Berat. W 1960 roku po 3-letniej przerwie ponownie startował w pierwszej lidze. W 1961 zajął ostatnie 10.miejsce i wiosną 1962 był zmuszony walczyć o awans w drugiej lidze, aby po zmianie systemu rozgrywek z wiosna-jesień na jesień-wiosna, startować w sezonie 1962/63 w pierwszej lidze, w której występował do roku 1968. W sezonie 1970/71 klub znów wrócił do pierwszej ligi, aby po dwóch sezonach w 1972 spaść do drugiej ligi. Dopiero od sezonu 1977/78 klub na dłużej pozostał w pierwszej lidze, występując w niej przez kolejne 11 lat do sezonu 1987/88. Po roku w 1989 wrócił do pierwszej ligi i grał w niej do 1993. Potem występował jeszcze na najwyższym poziomie od sezonu 1994/95 do 2001/02. Po zajęciu drugiego miejsca w sezonie 2002/03 był bliski awansu do Superligi, jednak przegrał w barażach. W sezonie 2007/08 zajął 16.miejsce w Kategoria e Parë (D2) i spadł do Kategoria e Dytë (D3). Po dwóch latach wrócił do pierwszej ligi w sezonie 2010/11. Ostatni swój występ w Superlidze klub zaliczył w sezonach 2011/12 i 2012/13. W sezonie 2014/15 zajął przedostatnie 9.miejsce w grupie B Kategoria e Parë i po przegranych barażach spadł na rok do Kategoria e Dytë. Po sezonie 2018/19 ponownie spadł do Kategoria e Dytë.

## Barwy klubowe, strój
| Niebieski | Biały |

Klub ma barwy niebiesko-białe. Zawodnicy domowe spotkania zazwyczaj grają w pasiastych pionowo niebiesko-białych koszulkach, białych spodenkach oraz białych getrach.

## Sukcesy

### Trofea międzynarodowe
| \| \| Zdobyte trofea w rozgrywkach międzynarodowych (stan na: 31-05-2019) \| |                                                                     |      |          |
| Rozgrywki                                                                    | Osiągnięcie                                                         | Razy | Sezon(y) |
| · Liga Europy · (Puchar UEFA)                                                | zdobywca                                                            | 0    |          |
| · Liga Europy · (Puchar UEFA)                                                | finalista                                                           | 0    |          |
| · Liga Europy · (Puchar UEFA)                                                | runda kw.                                                           | 1    | 2000/01  |
| FIFA                                                                         | Zdobyte trofea w rozgrywkach międzynarodowych (stan na: 31-05-2019) |      |          |

### Trofea krajowe
| \| \| Zdobyte trofea w rozgrywkach Albanii (stan na: 31-05-2019) \| |                                                            |      |                                                      |
| Rozgrywki                                                           | Osiągnięcie                                                | Razy | Sezon(y)                                             |
| Mistrzostwo                                                         | I miejsce                                                  | 0    |                                                      |
| Mistrzostwo                                                         | II miejsce                                                 | 1    | 1999/00                                              |
| Mistrzostwo                                                         | III miejsce                                                | 0    |                                                      |
| Puchar                                                              | zdobywca                                                   | 0    |                                                      |
| Puchar                                                              | finalista                                                  | 1    | 1963/64                                              |
| II liga                                                             | I miejsce                                                  | 4    | 1930, 1950, 1969/70, 1976/77                         |
| II liga                                                             | II miejsce                                                 | 7    | 1957, 1958, 1962, 1975/76, 1988/89, 2002/03, 2010/11 |
| II liga                                                             | III miejsce                                                | ?    |                                                      |
| Albania                                                             | Zdobyte trofea w rozgrywkach Albanii (stan na: 31-05-2019) |      |                                                      |

- Kategoria e Dytë (D3):
  - mistrz (2x): 2015/16 (gr.B), 2019/20 (gr.B)
  - wicemistrz (1x): 2009/10 (gr.B)
  - 3.miejsce (1x): 2008/09 (gr.B)

## Poszczególne sezony

### Rozgrywki międzynarodowe

#### Europejskie puchary
Legenda do wszystkich tabel:
- Q – runda eliminacyjna, 1/16, 1/8, 1/4, 1/2 – odpowiednia faza rozgrywek, Grupa – runda grupowa, 1r gr – pierwsza runda grupowa, 2r gr – druga runda grupowa, F – finał, R – runda, PO – play-off
- k. – rzuty karne, los. – losowanie, Dogr. – dogrywka, w. – zasada bramek strzelonych na wyjeździe

| Sezon     | Rozgrywki   | Runda | Przeciwnik | Dom | Wyjazd | Ogólnie |
| --------- | ----------- | ----- | ---------- | --- | ------ | ------- |
| 2000/2001 | Puchar UEFA | Q     | APOEL FC   | 2–3 | 0–2    | 2–5     |

### Rozgrywki krajowe
| \| Albania \| Bilans występów klubu w rozgrywkach piłkarskich Albanii (Stan na 31 maja 2019 r.) \| \| |                                                                                   |        |       |   |   |   |    |    |     | |        |        |      |
| Poziom                                                                                                | Rozgrywki                                                                         | Sezony | Mecze | Z | R | P | B+ | B– | Pkt | Lata | Awanse | Spadki | Naj. |
| I | Kategoria e Parë/Superliga                                                        | 44     |       |   |   |   |    |    |     | 1931, 1937, 1951–1952, 1955–1956, 1960–1961, 1962–1968, 1970–1972, 1977–1988, 1989–1993, 1994–2002, 2011–2013                                            | 0      | 10     | 2    |
| II | Kategoria e Dytë/Kategoria e Parë                                                 | 33     |       |   |   |   |    |    |     | 1930, 1932–1934, 1936, 1949–1950, 1953–1954, 1957–1959, 1962, 1969/70, 1972–1977, 1988/89, 1993/94, 2003–2008, 2010/11, 2013–2015, 2016–2019, od 2020/21 | 11     | 3      | 1    |
| III                                                                                                   | Kategoria e Tretë/Kategoria e Dytë                                                | 4      |       |   |   |   |    |    |     | 2008–2010, 2015/16, 2019/20 | 3      | 0      | 1    |
| | Puchar Albanii                                                                    | ?      |       |   |   |   |    |    |     | od 1939 | 0      | 0      | 2    |
| Albania                                                                                               | Bilans występów klubu w rozgrywkach piłkarskich Albanii (Stan na 31 maja 2019 r.) |        |       |   |   |   |    |    |     | |        |        |      |

## Piłkarze, trenerzy, prezydenci i właściciele klubu

### Piłkarze

#### Aktualny skład zespołu
Stan na 18 kwietnia 2017:
| Nr | Poz. | Piłkarz            |
| -- | ---- | ------------------ |
|    | BR   | Floriant Çaushaj   |
|    | BR   | Ariol Kaloshi      |
|    | BR   | Mikel Kaloshi      |
|    | BR   | Saxherso Lybeshari |
|    | BR   | Agim Shehu         |
|    | OB   | Armando Bashhysa   |
|    | OB   | Aldo Bella         |
|    | OB   | Enea Bitri         |
|    | OB   | Dejan Dosti        |
|    | OB   | Bjanko Elezi       |
|    | OB   | Alvi Gjonaj        |
|    | OB   | Lisjan Hadaj       |
|    | OB   | Jurgen Korkuta     |
|    | OB   | Alban Kuçi         |
|    | OB   | Xhuljano Serdari   |
|    | OB   | Arbiol Sherifi     |
|    | OB   | Erion Sula         |
|    | OB   | Jani Tirka         |
|    | PO   | Aldion Ajdinaj     |
|    | PO   | Remi Berberi       |
|    | PO   | Rejdi Buba         |

| Nr | Poz. | Piłkarz            |
| -- | ---- | ------------------ |
|    | PO   | Ervis Çaço         |
|    | PO   | Erald Hyseni       |
|    | PO   | Enea Isufi         |
|    | PO   | Fation Kiri        |
|    | PO   | Dolan Koçani       |
|    | PO   | Meglid Mihani      |
|    | PO   | Xhuljano Mirani    |
|    | PO   | Berjon Myzyri      |
|    | PO   | Aldrit Oshafi      |
|    | PO   | Doraldo Paja       |
|    | PO   | Gelando Sharavolli |
|    | PO   | Fatjon Topi        |
|    | PO   | Emiljano Veliaj    |
|    | PO   | Denis Xherimeja    |
|    | NA   | Mustafa Agastra    |
|    | NA   | Redon Ahmetaj      |
|    | NA   | Aldo Dervishi      |
|    | NA   | Rikeldo Dragoti    |
|    | NA   | Vasil Koka         |
|    | NA   | Mario Lamaj        |
|    | NA   | Gerson Stojko      |

## Struktura klubu

### Stadion
Klub piłkarski rozgrywa swoje mecze domowe na stadionie Tomori w Beracie. Tomori Stadion został zbudowany w 1985 roku i może pomieścić 12.000 widzów, jest trzecim co do wielkości stadionem w Albanii po Qemal Stafa Stadium i Loro Boriçi Stadium.

### Inne sekcje
Klub prowadzi drużyny dla dzieci i młodzieży w każdym wieku.

### Sponsorzy
Sponsorem technicznym jest amerykańska firma Nike. Sponsorami głównymi są miejscowe firmy.

## Kibice i rywalizacja z innymi klubami

### Kibice
Klub ma jednych z najbardziej żarliwych fanów w Albanii. Ponadto Tomori mają zorganizowane grupy fanów, takie jak Mistrecat, Berat Hooligans i Ultras Tomori.

### Rywalizacja
Największymi rywalami klubu są inne zespoły z miasta oraz okolic.
- Naftëtari Kuçovë
- KS Lushnja
- Apolonia Fier

### Derby
- Dinamo Bernat
- Spartacu Bernat